# António Castanheira Neves
António Castanheira Neves, född 8 november 1929, är en portugisisk filosof och professor i juridik, numera professor emeritus, i juridiska fakulteten vid Coimbras universitet.